# Orgelbau Schumacher
Orgelbau Schumacher, seit 1981: Schumacher Orgelbau GmbH ist ein Unternehmen für Orgelbau und Orgelrestaurierungen mit Sitz in Eupen in Ostbelgien. Es wurde 1956 von Stephan Schumacher (1923–2002) gegründet und steht seit 1988 unter der Leitung seines Sohnes Guido Schumacher (* 1957). Orgelbau Schumacher ist Belgiens größte Orgelbauwerkstatt.

## Geschichte

### Ära Stephan Schumacher
Der gelernte Möbelschreiner Stephan Schumacher entschied sich 1948 für den Orgelbau und erlernte in den nächsten rund acht Jahren das Handwerk bei den Orgelbauunternehmen Haupt in Lintgen/Luxemburg, Stahlhuth in Aachen und Verschueren Orgelbouw in Tongern. Im Verlauf dieser Jahre forschte er nach Verbesserungen an der Technik und erwarb 1952 in Luxemburg ein Patent auf seine „Ventiltöpfchen für Windladen und Relais’ in Pfeifenorgeln“. Des Weiteren erfand er den Bau einer Labialpfeife aus Holz, deren bauchige Viertelkreis-Form einen besonders fülligen und runden Ton bewirkt und die erstmals für die Orgel von St. Stefan in Bütgenbach verwendet wurde.
Schließlich richtete Schumacher im Jahr 1956 in der vormaligen Schreinerei seines Schwiegervaters am Werthplatz in Eupen seine erste Orgelwerkstatt ein, die zu Beginn den Namen „Schreinerei Leon Müllender“ beibehielt. Nach ersten größeren Aufträgen zum Bau von Orgeln mit elektrischer Traktur stellte Schumacher zu Beginn der 1960er-Jahre auf Orgeln mit mechanischer Schleiflade um und ließ sich dabei maßgeblich von dem Orgelsachverständigen Hubert Schoonbroodt beraten. Es folgten zahlreiche Aufträge zum Bau größerer mechanischer Kirchenorgeln vor allem in Deutschland, Belgien und den Niederlanden, bei denen er unter anderem seine neu entwickelten „Stülpdichtungen“ verwendete. Darüber hinaus produzierte er zahlreiche Kleinorgeln, vor allem Truhenorgeln, Portative, Hausorgeln sowie Studienorgeln für Privatkunden und Musikinstitute.

### Ära Guido Schumacher
Im Jahr 1981 stieg Schumachers Sohn Guido als Co-Geschäftsführer in den väterlichen Betrieb ein, der fortan als „Schumacher Orgelbau GmbH“ firmierte. Guido Schumacher hatte zuvor ein Studium als Organist am Königlichen Konservatorium Lüttich und ein Studium der Musikwissenschaften und Kunstgeschichte an der Universität Lüttich abgeschlossen sowie seine Abschlussarbeit über das Thema Der Lütticher Orgelbau im 18. Jahrhundert – Die Le Picard und Robustelly Dynastie verfasst.
Dank seiner internationalen Kontakte eröffneten sich für das Orgelbauunternehmen nun neue Märkte und Schumacher baute Orgeln für Auftraggeber im Vereinigten Königreich, in Irland und Japan. Da er darüber hinaus auch die Restaurierungen und Rekonstruktionen historischer Orgeln als weiteren Schwerpunkt in sein Angebot aufnahm, wurde die bisherige Orgelwerkstatt mit ihren rund 400 m² zu klein und das Unternehmen zog 1991 in den Nachbarort Baelen um. Dort stand diesem eine 1100 m² große Halle zur Verfügung, die 1995 um eine weitere Montagehalle erweitert wurde, in der nach erfolgter Übernahme der Pfeifenwerkstätten der Firma Stahlhut in Aachen sowie der Firma Busch/Steffani/Gülke in Roermond eine neue moderne Pfeifenwerkstatt eingerichtet wurde. Im Lauf der Jahre stellte sich auch dieser Standort als zu klein heraus, und Schumacher verlegte sein Unternehmen im Jahr 2011 wieder auf Eupener Gebiet in das Tal der Weser, wo es in eine 2100 m² große Halle mit neuster Ausstattung umsiedelte. Mit nunmehr rund 15 Mitarbeitern stieg Orgelbau Schumacher zum größten belgischen Orgelbaubetrieb auf und erhielt im Jahr 2014 mit der Restaurierung der viermanualigen Orgel der Liebfrauenkathedrale von Antwerpen den bisher bedeutungsvollsten Auftrag.
2021 übernahm Orgelbau Schumacher die Firma Luxemburger Orgelbau, auch unter den Namen Manufacture d’orgues luxembourgeoise oder Westenfelder bekannt, die seit 1926 im luxemburgischen Lintgen ihren Firmensitz hatte.

## Orgelbauten

### Neuanfertigungen (Auswahl)
| Jahr | Ort                                      | Gebäude                                | Bild | Manuale | Register | Bemerkungen |
| ---- | ---------------------------------------- | -------------------------------------- | ---- | ------- | -------- | --- |
| 1967 | Schönberg, Belgien                       | Pfarrkirche St. Georg                  |      | II/P    | 18       | |
| 1968 | Kelmis, Belgien                          | Pfarrkirche Maria Himmelfahrt          |      | II/P    | 23       | |
| 1970 | Sankt Vith, Belgien                      | Pfarrkirche St. Vitus                  |      | IUI/P   | 39       | |
| 1976 | Oostburg, Niederlande                    | Egilius-Kirche                         |      | II/P    | 12       | |
| 1978 | Eupen, Belgien                           | St. Josef                              |      | IIP     | 10 (9)   | Chororgel |
| 1982 | Petersfield, Vereinigtes Königreich      | St. Laurentius                         |      | II/P    | 9        | |
| 1985 | Donegal, Irland                          | St. Agatha                             |      | II/P    | 11       | |
| 1987 | Middlesbrough, Vereinigtes Königreich    | Cathedral Church of St Mary the Virgin |      | II/P    | 15       | |
| 1988 | Aachen-Eilendorf                         | Versöhnungskirche                      |      | II/P    | 16       | |
| 1989 | Bastogne, Belgien                        | St. Pierre                             |      | III/P   | 40       | |
| 1989 | Lontzen, Belgien                         | St. Hubertus                           |      | II/p    | 8        | Brüstungsorgel von Guido Schumacher (1989) zwischen dem rechten und linken Orgelgehäuse mit Prospektpfeifen der Vorgängerorgel von François Joris (1926) |
| 1990 | Beerse, Belgien                          | St. Lambertus                          |      | II/P    | 13       | |
| 1991 | Sint Kruis (Sluis), Niederlande          | Hervormde Kerk                         |      | I       | 5        | |
| 1992 | Krefeld                                  | Herz-Jesu-Kirche                       |      | II/P    | 21       | |
| 1993 | Schaerbeek/Schaarbeek, Belgien           | St.-Albertus-Kirche                    |      | II/P    | 15       | |
| 1995 | Itami, Japan                             | Sun City Concert Hall                  |      | II/P    | 29       | Konzertsaalorgel |
| 1995 | Remscheid                                | Evangelische Christuskirche            |      | II/P    | 16       | |
| 1997 | Merzenich                                | St. Laurentius                         |      | II/P    | 25       | |
| 1998 | Aldringen                                | St. Martin                             |      | II/P    | 14       | |
| 2000 | Hochschule für Musik und Theater Rostock | Katharinenkloster                      |      | III/P   | 16       | |
| 2010 | Genk, Belgien                            | Sankt-Martinuskirche                   |      | II/P    | 36       | |
| 2011 | Tallinn, Estland                         | Methodistenkirche                      |      | II/P    | 21       | „Hugo Lepnurm-Memorial-organ“ |

### Restaurierungen/Rekonstruktionen historischer Orgeln (Auswahl)
| Jahr | Ort                                                   | Gebäude                       | Bild | Manuale | Register | Bemerkungen                                                                                              |
| ---- | ----------------------------------------------------- | ----------------------------- | ---- | ------- | -------- | --- |
| 1984 | Homburg bei Plombières, Belgien                       | Pfarrkirche Sankt Brictius    |      | II/P    | 22       | Restaurierung der Pereboom & Leijser-Orgel (1879)                                                        |
| 1995 | Sint-Truiden, Belgien                                 | Liebfrauenkirche              |      | III/P   | 42       | Restaurierung/Rekonstruktion der mitteldeutsch inspirierten Barockorgel (1821), 6 alte Register erhalten |
| 1998 | Lüttich, Belgien                                      | Saint-Jacques                 |      | III/P   | 34       | Rekonstruktion der Clerinx-Orgel (1854) im Gehäuse von Nicolaas Niehoff (1600)                           |
| 2004 | Hasselt, Belgien                                      | St.-Quintinus-Kathedrale      |      | III/P   | 34       | Rekonstruktion der rheinisch-maasländisch geprägten Binvignat-Orgel (1793)                               |
| 2004 | Esneux, Belgien                                       | St. Hubertus                  |      | II/P    | 27       | Restaurierung der Clerinx-Orgel (1856)                                                                   |
| 2005 | Rumst, Belgien                                        | Sankt Maria Magdalena         |      | II/P    | 25       | Restaurierung der Penceler-Orgel (1713)                                                                  |
| 2005 | Eupen, Belgien                                        | Friedenskirche                |      | II/P    | 25       | Restaurierung der Walcker-Orgel (1907)                                                                   |
| 2005 | Maasmechelen, Belgien                                 | St. Monolphus und Gondulphus  |      | II/P    | 32       | Rekonstruktion der Clerinx-Orgel (1854)                                                                  |
| 2012 | Poperinge, Belgien                                    | Sankt-Bertinuskirche          |      | III/P   | 46       | Restaurierung der flämisch-barocken Van Belle/Van Peteghem-Orgel                                         |
| 2012 | Sint-Niklaas, Belgien                                 | Liebfrauenkirche              |      | II/P    | 31       | Restaurierung der Schyven-Orgel (1891)                                                                   |
| 2013 | Antwerpen, Belgien                                    | Karl-Borromäus-Kirche         |      | II/P    | 28       | Restaurierung der Carolus-Dillens-Orgel (1808)                                                           |
| 2014 | Eupen, Belgien                                        | Kloster Heidberg              |      | II/P    | 15       | Restaurierung der Müller-Orgel (1862)                                                                    |
| 2014 | Lüttich, Belgien,                                     | Saint-Barthélemy              |      | III/P   | 37       | Restaurierung der Merklin-Orgel (1851)                                                                   |
| 2018 | Antwerpen, Belgien                                    | Liebfrauenkathedrale          |      | IV/P    | 90       | Restaurierung der Schyven-Orgel (1891)                                                                   |
| 2018 | Ophain-Bois-Seigneur-Isaac (Braine-l’Alleud), Belgien | Abbaye de Bois-Seigneur-Isaac |      | II/P    | 30       | Restaurierung der van Pethegem-Orgel (1830)                                                              |
| 2020 | Danzig, Polen                                         | Johanneskirche                |      | II/P    | 30       | Restaurierung der Rhode-Orgel (1760)                                                                     |